# 4252 Ґодвін
4252 Ґодвін (4252 Godwin) — астероїд головного поясу, відкритий 11 вересня 1985 року.
Тіссеранів параметр щодо Юпітера — 3,337.